# Нежелательная лекарственная реакция
Нежелательная лекарственная реакция (НЛР) — это непреднамеренный негативный результат, вызванный приемом лекарств .  НЛР могут возникать после однократного или длительного приема лекарственного препарата или комбинации лекарств. Значение этого понятия отличается от термина «побочное действие», поскольку последние могут быть как полезными, так и вредными . Изучение НЛР является задачей фармаконадзора.
Нежелательное явление относится к любому неожиданному и неуместному происшествию во время приема лекарственного средства, независимо от того, связано оно с введением лекарственного средства или нет . Нежелательная лекарственная реакция — это особый тип НЯ, в котором может быть показана причинно-следственная связь; это только один из видов вреда, связанного с приемом лекарств, так как вред может быть причинен и отказом от приема указанных лекарств. 

## Классификация
НЛР можно классифицировать, например, по причине и степени тяжести.

### Причина
- Тип А (1 на 100): усиленные фармакологические эффекты — дозозависимые и предсказуемые.

Реакции типа А, которые составляют примерно 80 % нежелательных реакций на лекарства, обычно являются следствием первичного фармакологического действия лекарства (например, кровотечение при применении антикоагулянта варфарина) или низкого терапевтического индекса лекарства (например, тошнота от дигоксина) и поэтому предсказуемы. Они дозозависимы и обычно легки, хотя могут быть серьезными или даже смертельными (например, внутричерепное кровотечение из-за варфарина). Такие реакции обычно возникают из-за неправильного дозирования, особенно при нарушении элиминации лекарства. Термин «побочное действие» часто применяется к незначительным реакциям типа А .
- Тип B (1 на 1000): идиосинкразическая реакция. Реакции типа B не зависят от дозы и непредсказуемы. Эти реакции могут быть вызваны определенными элементами внутри пациента или в окружающей среде.

Типы A и B были предложены в 1970-х годах , а другие типы были предложены впоследствии, когда первых двух для классификации НЛР оказалось недостаточно .

### Тяжесть
Управление по продуктам питания и лекарствам США определяет серьезное нежелательное явление как событие, когда исход для пациента является одним из следующих:
- смерть;
- опасность для жизни;
- госпитализация (начальная или длительная);
- инвалидность — значительное, стойкое или постоянное изменение, нарушение, повреждение или нарушение функций/структур тела пациента, физической активности или качества жизни;
- врожденная аномалия;
- требуется вмешательство для предотвращения необратимого нарушения или повреждения [6].

Тяжесть — это уровень на произвольной шкале интенсивности рассматриваемого нежелательного явления. Всего существует четыре степени тяжести:
- легкая — непродолжительная реакция, не требующая госпитализации (кашель при приеме ингибиторов АПФ, отеки при приеме блокаторов кальциевых каналов, сонливость при приеме антигистаминных и т. д.);
- умеренная — при такой реакции требуется коррекция фармакотерапии, возможно, без отмены приема препарата. При этом возможна госпитализация и специфическое лечение(гипертензия при приеме нестероидных противовоспалительных препаратов, запор при приеме опиоидов и т. д.);
- тяжелая — при такой реакции отменяется прием препарата и назначается специфическая терапия, так как состояние может быть жизнеугрожающим (аритмия при приеме макролидных антибиотиков и т. д.);
- летальная — НЛР прямо или косвенно является причиной смерти пациента (кровотечение при приеме антикоагулянтов, цитокиновый шторм и т. д.)

Существует «визуальная аналоговая шкала» которая помогает клиницистам оценить степень тяжести НЛР.

## Место возникновения НЛР
Нежелательные реакции могут быть локальными, то есть ограничиваться определенным местом, или системными, когда лекарство вызывает нежелательные реакции во всем системном кровотоке.
Например, некоторые глазные антигипертензивные средства вызывают системные эффекты , хотя их вводят местно в виде глазных капель. Это связано с тем, что часть препарата попадает в системный кровоток.

## Механизмы

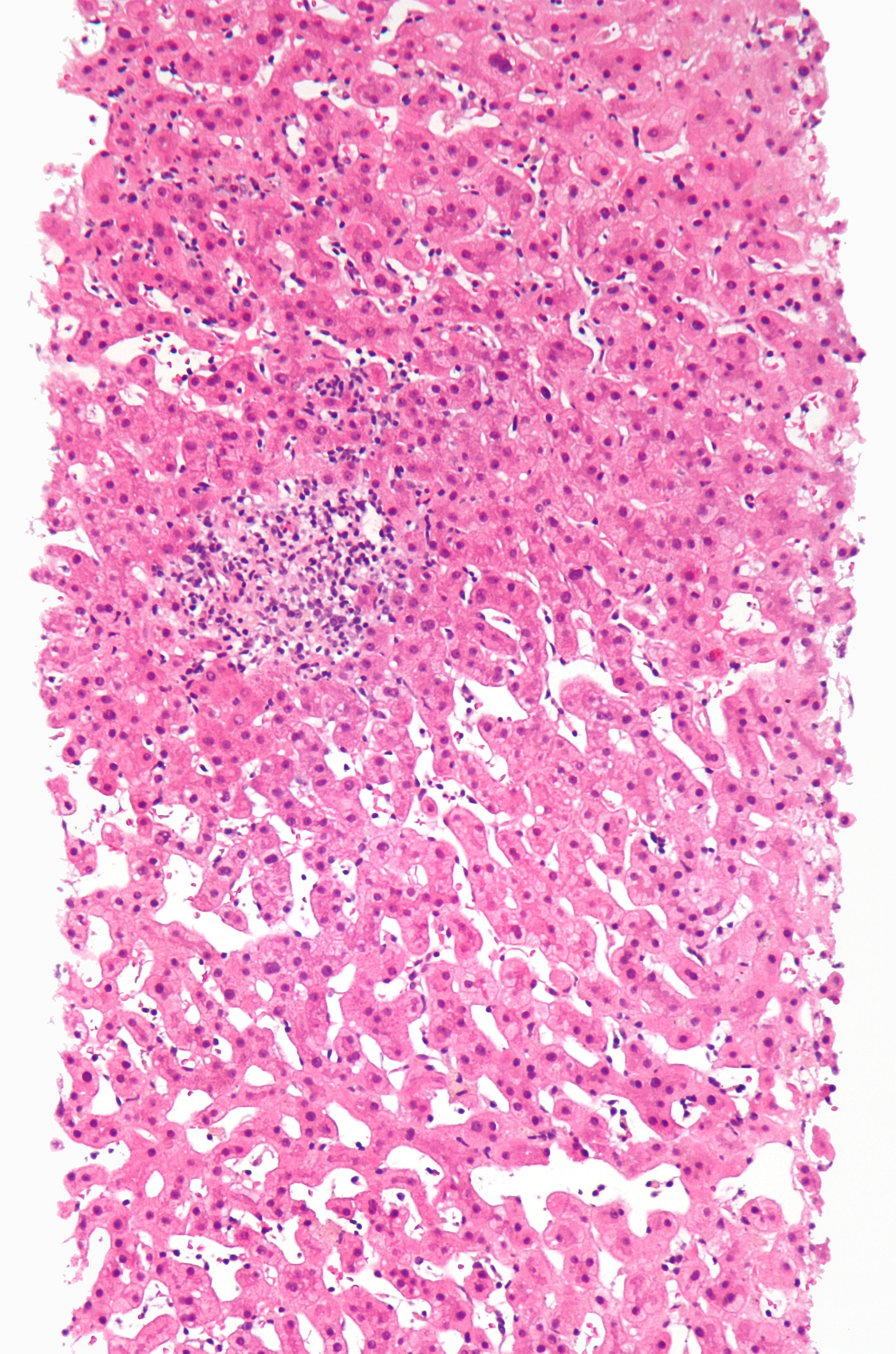
Нежелательная лекарственная реакция, приводящая к гепатиту (медикаментозному гепатиту) с гранулемами. Другие причины были исключены с помощью обширных исследований. Биопсия печени. Окраска гематоксилином и эозином

По мере того как исследования лучше объясняют биохимию применения препаратов, все меньше нежелательных реакций относятся к типу B и больше — к типу A. 
Общие механизмы возникновения НЛР следующие:
- аномальная фармакокинетика
  - из-за генетических факторов;
  - сопутствующих заболеваний;
- синергетический эффект:
  - между лекарством и болезнью;
  - двумя препаратами;
- эффекты антагонизма:
  - между лекарством и болезнью;
  - двумя препаратами.

### Аномальная фармакокинетика

#### Коморбидные состояния
Различные заболевания, особенно вызывающие почечную или печеночную недостаточность, могут влиять на метаболизм препарата. Доступны ресурсы, в которых сообщается об изменениях метаболизма лекарств из-за коморбидных состояний .
«Инструмент соответствия лекарств при сопутствующих заболеваниях при деменции»  (MATCH-D) предупреждают, что люди с деменцией с большей вероятностью испытывают нежелательные реакции и с меньшей вероятностью смогут достоверно сообщить о симптомах в силу особенностей заболевания .

#### Генетические факторы
Фармакогеномика показывает, как гены могут предсказывать потенциальные нежелательные лекарственные реакции . Однако фармакогеномика не ограничивается неблагоприятными событиями, также изучая, как гены могут влиять на другие реакции на лекарства, такие как низкий эффект или его отсутствие .
Аномальный метаболизм лекарств может быть связан с унаследованными факторами окисления фазы I, либо конъюгации фазы II .

##### Реакции фазы I
Наследование аномальных аллелей цитохрома Р450 может менять метаболизм лекарств. Доступны таблицы для проверки взаимодействий лекарственных средств и системы цитохрома P450 .
Наследование аномальной бутирилхолинэстеразы (псевдохолинэстеразы) может влиять на метаболизм таких лекарств, как сукцинилхолин .

##### Реакции фазы II
Наследование аномальной N -ацетилтрансферазы, которая конъюгирует некоторые лекарства для облегчения их выведения, может повлиять на метаболизм таких лекарств, как изониазид, гидралазин и прокаинамид .
Наследование аномальной тиопурин- S -метилтрансферазы может повлиять на метаболизм тиопуриновых препаратов меркаптопурина и азатиоприна .

#### Взаимодействие с другими препаратами
Риск лекарственных взаимодействий увеличивается при полипрагмазии.

##### Связывание с белками
Эти взаимодействия обычно умеренны до тех пор, пока не будет достигнуто устойчивое состояние . В основном это характерно для препаратов, не подвергающихся метаболизму при первом прохождении через печень. Основными белками плазмы для связывания лекарств являются:
1) альбумин;
2) α1-кислотный гликопротеин;
3) липопротеины .
Некоторые лекарственные взаимодействия с варфарином связаны с изменениями в связывании белков .

##### Цитохром Р450
У пациентов наблюдается аномальный метаболизм цитохрома Р450 либо из-за наследования аномальных аллелей, либо из-за лекарственных взаимодействий.

### Синергетические эффекты
Примером синергизма является одновременный прием двух препаратов, которые удлиняют интервал QT.

## Оценка причинно-следственной связи
Оценка причинно-следственной связи используется для определения вероятности того, что лекарство вызвало предполагаемую НЛР. Существует ряд методов, используемых для оценки причинно-следственной связи, включая алгоритм Наранжо, алгоритм Венулета и критерии оценки термина причинно-следственной связи ВОЗ. У каждого из них есть свои плюсы и минусы, связанные с их использованием, и для применения большинства из них требуется определенный уровень экспертной оценки . НЛР не следует помечать как «определенную», если только НЛР не прекращается с помощью медицинского протокола «вызов — отмена — повторный вызов» (введение, отмена и повторное введение лекарственного препарата с отслеживанием нежелательных реакций на каждом этапе).
Хронология возникновения предполагаемой НЛР важна, так как в качестве причины может быть задействовано другое вещество или фактор. Одновременное назначение нескольких лекарственных препаратов и наличие сопутствующих психических заболеваний может служить дополнительными факторами НЛР .
Установление причинно-следственной связи с конкретным препаратом часто оказывается затруднительным, если событие не обнаружено в ходе клинического исследования или не используются большие базы данных для анализа. Оба метода имеют трудности и могут быть сопряжены с ошибкой. Даже в клинических исследованиях некоторые нежелательные реакции могут быть упущены, так как для выявления такой нежелательной реакции на лекарство требуется большое количество испытуемых. Психиатрические нежелательные реакции часто упускаются из виду, поскольку они группируются в вопросниках, используемых для оценки населения .

## Органы контроля
Во многих странах есть официальные органы, которые следят за безопасностью лекарств и реакциями на них. На международном уровне ВОЗ управляет Центром мониторинга в Уппсале, а Европейский союз управляет Европейским агентством по лекарственным средствам (EMA). В Соединенных Штатах за мониторинг постмаркетинговых исследований отвечает Управление по пищевым продуктам и лекарствам (FDA). В Канаде за надзор за продаваемыми товарами для здоровья отвечает Управление продаваемых товаров медицинского назначения Министерства здравоохранения Канады. В Австралии Администрация терапевтических товаров (TGA) проводит послепродажный мониторинг терапевтических продуктов. В Великобритании существует «Схема желтой карты» — это специальная форма-извещение ярко-желтого цвета, которую предлагается заполнить и отправить по почте в национальное Агентство по контролю за лекарствами и продуктами здравоохранения (Medicines and Healthcare products Regulatory Agency) в случае подозрения на НПР. Была введена в 1963 году.
В России с 2007 года создан Федеральный центр мониторинга безопасности ЛС (ФЦМБЛС) на базе Научного центра экспертизы средств медицинского применения. Федеральному центру делегированы полномочия по проведению мониторинга безопасности препаратов и экспертной оценки факторов и обстоятельств, угрожающих жизни и здоровью людей.

## Эпидемиология
Исследование, проведенное Агентством исследований и качества в области здравоохранения (AHRQ), показало, что в 2011 году седативные и снотворные средства были основным источником нежелательных лекарственных реакций, наблюдаемых в больницах. Приблизительно 2,8 % всех нежелательных явлений, возникших при поступлении, и 4,4 % нежелательных явлений, возникших во время пребывания в больнице, были вызваны приемом седативных или снотворных средств . Второе исследование, проведенное AHRQ, показало, что в 2011 году наиболее частыми конкретно выявленными причинами нежелательных явлений, связанных с приемом лекарств, возникших во время пребывания в больницах в США, были стероиды, антибиотики, опиаты/наркотики и антикоагулянты. У пациентов, лечившихся в городских учебных больницах, были более высокие показатели нежелательных явлений, связанных с антибиотиками и опиатами/наркотиками, по сравнению с теми, кто лечился в городских неучебных больницах. Те, кто лечился в частных некоммерческих больницах, имели более высокие показатели большинства причин НЛР по сравнению с пациентами, лечившимися в государственных или частных коммерческих больницах .
Вред, связанный с приемом лекарств, часто встречается после выписки из стационара у пожилых людей, но методологические несоответствия между исследованиями и нехватка данных о факторах риска ограничивают четкое понимание эпидемиологии. Заболеваемость колебалась в широких пределах, от 0,4 % до 51,2 % участников, и от 35 % до 59 % вреда можно было предотвратить. Частота вреда, связанного с приемом лекарственных средств, в течение 30 дней после выписки колебалась от 167 до 500 случаев на 1000 выписанных (17–51 % лиц) .
В США в 2011 году у женщин был более высокий уровень НЛР, связанных с опиатами и наркотиками, чем у мужчин. У пациентов мужского пола при этом был более высокий уровень нежелательных реакций, связанных с антикоагулянтами. Почти 8 из 1000 взрослых в возрасте 65 лет и старше испытали один из четырех наиболее распространенных нежелательных реакций (при приеме стероидов, антибиотиков, опиатов/наркотиков и антикоагулянтов) во время госпитализации . Исследование показало, что у 48 % пациентов была нежелательная реакция по крайней мере на одно лекарство, и участие фармацевта помогает выявить нежелательная реакции на лекарство .
В 2012 году McKinsey & Company пришла к выводу, что стоимость 50–100 миллионов предотвратимых нежелательных реакций, связанных с ошибками, составит от 18 до 115 миллиардов долларов США .